# Vélez-Rubio
Vélez-Rubio es una localidad y municipio español situado en la parte suroriental de la comarca de Los Vélez, en la provincia de Almería, comunidad autónoma de Andalucía. Limita con los municipios almerienses de Vélez-Blanco, María, Chirivel, Albox, Taberno y Huércal-Overa, y con los municipios murcianos de Puerto Lumbreras y Lorca. Por su término discurren las ramblas de Chirivel y Nogalte.
El municipio se divide en seis entidades singulares de población, cinco de ellas diputaciones, que agrupan a veintinueve núcleos de población, entre los que destacan Vélez-Rubio —capital municipal, comarcal y sede de un partido judicial propio—, El Espadín, El Charche y El Ginte-Bolaimi.

## Toponimia
El topónimo Vélez, según el padre Tapia, tiene un origen íbero, apoyándose en hallazgos arqueológicos pero sin una justificación lingüística, y conectándolo con el antroponímico beles y este con el protovascuence beltz, con significado de negro. De todas formas, Ferrán Torra defiende una raíz latina relacionada con el término vallis, traducción de valle.

### Gentilicio
Tanto Vélez-Blanco como Vélez-Rubio comparten los mismos gentilicios, egetano y egetana, aunque cabe destacar que este término fue acuñado en primera instancia por Vélez-Blanco y, más tarde, Vélez-Rubio adoptó el mismo vocablo para sus habitantes.[cita requerida]

## Geografía física

### Ubicación
Integrado en la comarca de Los Vélez, se encuentra situado a 114 kilómetros de Murcia capital, a 154 de Almería y a 165 de Granada. El término municipal está atravesado por la autovía A-92N, que conecta la Región de Murcia con Granada por Baza y Guadix. También cabe destacar las carreteras autonómicas A-317, que se dirige a La Puerta de Segura, en Jaén, y la A-327, que comunica con Huércal-Overa.
| Noroeste: María | Norte: Vélez-Blanco          | Nordeste: Vélez-Blanco                         |
| Oeste: Chirivel |                              | Este: Lorca (MU)                               |
| Suroeste: Albox | Sur: Taberno y Huércal-Overa | Sureste: Huércal-Overa y Puerto Lumbreras (MU) |

### Orografía
El sur del municipio está cercado por la sierra de las Estancias, cuyo pico más alto se eleva a 1463 m s. n. m. Al oeste pierde su relieve montañoso, concentrándose en la Hoya de Baza. Al este el relieve se vuelve más llano. El lugar con menor altitud se encuentra a 612 m s. n. m., en la rambla de Gateros. En la zona de la sierra de las Estancias abundan las cuarcitas y otros materiales blandos susceptibles de erosión. Al norte se encuentra la sierra de María, donde abundan gravas y glacis.

### Clima
Las precipitaciones oscilan mucho por su orografía, encontrándose cantidades más elevadas en las sierras. En el caso de las Estancias, la continentalidad de su clima es más acusada, teniendo temperaturas más extremas que en el resto del municipio. Las nevadas son habituales a partir de los 800 m s. n. m. La precipitación media en Vélez-Rubio es de 406 mm, sufriendo fuertes sequías periódicas donde se han llegado a registrar 200 mm en años secos. En los húmedos, las precipitaciones han sido cercanas a los 1000 mm. La zona sur del municipio tiene una precipitación media inferior, quedando en torno a los 250 mm.

### Riesgos naturales
El municipio de Vélez-Rubio todavía no cuenta con un PTEL que cumpla con la Ley 5/2010 sobre autonomía local.

## Historia
La presencia humana en Vélez-Rubio data desde hace más de treinta mil años. Se han descubierto algunas hachas de piedra, generalmente de diorita y algunas puntas de flecha de pedernal.[cita requerida]
Su emplazamiento actual se remonta a finales del siglo XV y principios del XVI, con el final de la Reconquista del Reino de Granada, la nueva población de moriscos y cristianos se asentó sobre lo que hoy se conoce como barrio del Fatín —de las Puertas de Lorca a las de San Nicolás—, con calles estrechas y tortuosas, rodeado de agua y vega. Posteriormente este núcleo se expandió en torno a la iglesia, el ayuntamiento y el Pósito. Pero habría de ser en los siglos XVIII y XIX cuando tiene lugar el mayor desarrollo urbano, con vías largas, rectas y amplias y edificios suntuosos.

## Geografía humana
En Vélez-Rubio, por su gran extensión y cercanía a la Región de Murcia, se divide el término municipal en diputaciones, que agrupan a la mayoría de los núcleos de población o pedanías.
Las cinco diputaciones, con sus núcleos, son:
- Diputación de Cabezo, formada por los núcleos de Los Gázquez y La Losilla.
- Diputación de Campillo, formada por los núcleos de Los Alamicos-La Dehesa, El Campillo, El Ginte-Bolaimi y La Mata.
- Diputación de Fuente Grande, formada por los núcleos de Los Aránegas, Los Asensios-Saladilla, Las Casas, Fuente Grande, Los Gatos, Los Oquendos, Los Ramales y El Río Mula.
- Diputación de Ramblas, formada por los núcleos de El Bancalejo, Los Cabreras, Calabuche, Calderón, Gateros, Los Pardos, La Parra y Los Torrentes.
- Diputación de Viotar, formada por los núcleos de La Alquería, La Canalica, La Oliverica La Carrasca, El Charche, El Espadín y Tonosa.

Además de las cinco diputaciones hay una entidad más que integra el último de los veintinueve núcleos del municipio:
- Vélez-Rubio, formada únicamente por el núcleo Vélez-Rubio.

### Demografía
Cuenta con una población de 6613 habitantes (INE 2024).
| Gráfica de evolución demográfica de Vélez - Rubio entre 1842 y 2021 |
| |
| Población de derecho según los censos de población del INE. Población de hecho según los censos de población del INE.Entre el censo de 1857 y el anterior, disminuye el término del municipio porque independiza a 04089 (Taberno). Entre el censo de 1860 y el anterior, disminuye el término del municipio porque independiza a 04037 (Chirivel). |

### Urbanismo
El conjunto histórico de Vélez-Rubio se percibe como una unidad urbana, con una tipología edificatoria de los siglos XVIII y XIX, originada en una sociedad decimonónica de base agraria y claramente dividida en clases sociales, donde la vivienda además de cumplir las funciones propias de hogar y dependencia para almacenes, era también un claro signo exterior de la condición social del propietario.
La arquitectura tradicional, con sus diferencias estilísticas, crea un conjunto armónico caracterizado por una tipología edificatoria donde el volumen de lo construido y el vacío mantienen unas relaciones peculiares con la trama urbana, con fachadas encaladas o de ladrillo visto, disposición vertical de huecos, con tamaño menor en planta alta, predominio del balcón y la rejería, cerrajería de forja, cornisas molduradas con aleros salientes y cubiertas inclinadas.
Junto a esta arquitectura tradicional cabe destacar los grandes edificios monumentales, entre los que sobresale la iglesia de la Encarnación como hito visual y configurador de la actual trama urbana.
El sector delimitado a efectos de su declaración como Bien de Interés Cultural, se percibe como una unidad urbana que históricamente coincide con el casco consolidado en el siglo XVIII más una estrecha franja de protección desarrollado en los siglos XIX y XX.
Esta unidad no responde a criterios estilísticos únicos, variando tanto los edificios como su estructura, según el período histórico y el gusto de la época, predominando un diseño de características y elementos semejantes, dando lugar a un tipo singular de urbanismo dentro de la provincia de Almería.
El emplazamiento actual del núcleo urbano tiene su origen en los últimos años del siglo XV, en el actual barrio del Fatín, asentado en la falda sureste, con un entramado urbano de complicadas y angostas calles y callejones. Más arriba de este barrio se encontraba el núcleo cristiano con predominio de construcciones de corte religioso.

Entre 1570 y 1750 se produjo la renovación y desarrollo urbanístico y arquitectónico del municipio. Se construyeron una serie de edificios civiles como el Pósito, la casa consistorial y la Tercia. Pero sin duda, el fenómeno urbano más destacado fue la construcción de un importante número de edificios religiosos, como la ermita de la Concepción y la iglesia de la Encarnación.

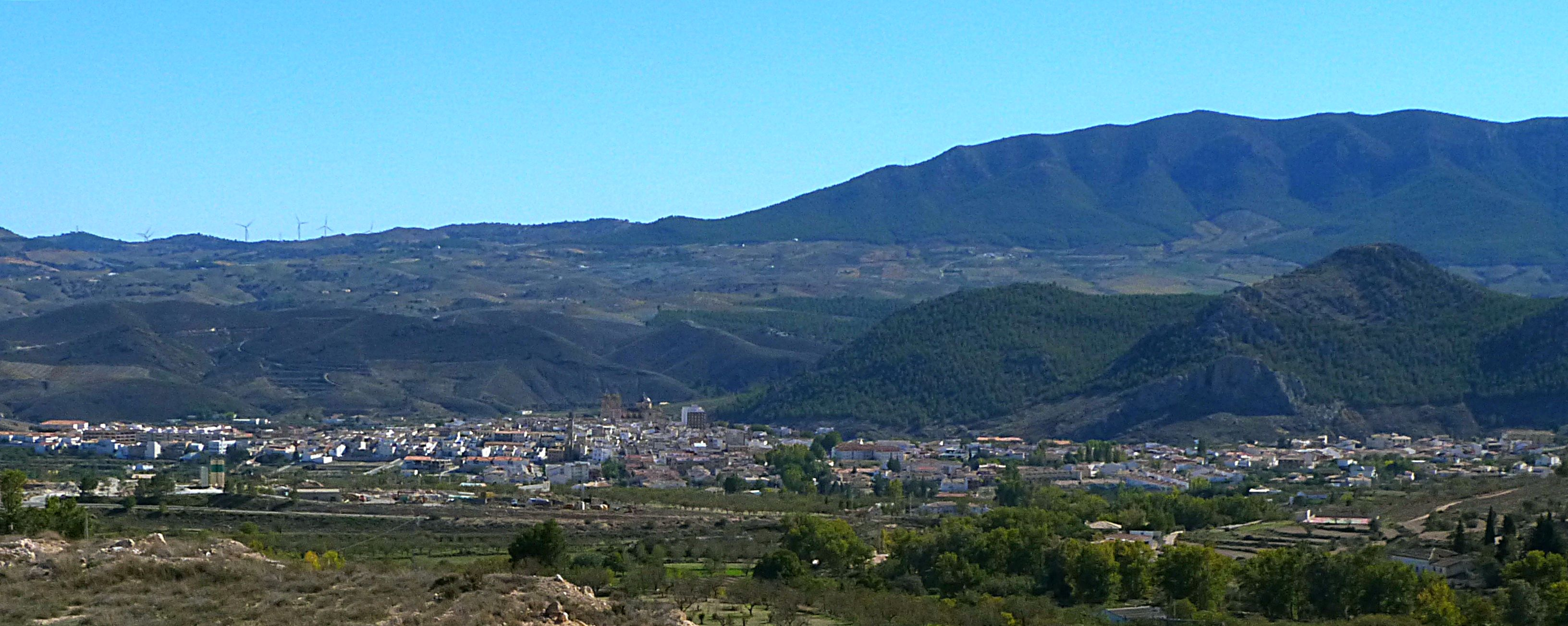
Vista de Vélez-Rubio

Fue durante la segunda mitad del siglo XVIII cuando se inició una importante expansión urbana y una preocupación por las reformas interiores, los servicios comunitarios y las edificaciones públicas o privadas, muchas de ellas de gran envergadura arquitectónica y calidad artística, dentro de un entramado urbano relativamente ordenado.
Desde sus orígenes el perímetro del casco ha sido revestido con una línea compacta de casas, con entradas arcadas y estrechos postigos que actuaban a modo de protección y defensa ante un eventual peligro exterior. 
Este carácter de fortificación cumplió un papel importante durante el siglo XIX con las sucesivas epidemias que sufrió la población y que permitió su cierre con puertas y tapias. La segunda mitad del siglo XIX y los primeros años del XX fueron las épocas de mayor esplendor, tanto económico como arquitectónico, que ayudaron a completar el diseño urbanístico con nuevas mansiones y se fijaron las características arquitectónicas destacables de la población.

### Comunicaciones

#### Conexiones
Carreteras
Las principales vías de comunicación que transcurren por el municipio son:
| Identificador | Denominación                                                                   | Itinerario                        |
| ------------- | ------------------------------------------------------------------------------ | --------------------------------- |
| A-92N         | Autovía A-92N                                                                  | Guadix - Murcia                   |
| A-317         | De La Puerta de Segura a Vélez-Rubio                                           | La Puerta de Segura - Vélez-Rubio |
| A-327         | De Vélez-Rubio a Huércal-Overa                                                 | La Carrasca - Huércal-Overa       |
| A-1301        | De A-92N a A-317                                                               | A-92N - Vélez-Rubio               |
| AL-8102       | De Taberno a Vélez-Rubio                                                       | Taberno - Vélez-Rubio             |
| AL-9104       | De Vélez-Rubio al límite con la Región de Murcia por El Jardín de Vélez-Blanco | Vélez-Rubio - Casas de Rubio      |

Algunas distancias entre Vélez-Rubio y otras ciudades:
| Ciudades      | Distancia (km) |
| ------------- | -------------- |
| Huércal-Overa | 41             |
| Murcia        | 114            |
| Almería       | 154            |
| Granada       | 165            |
| Jaén          | 221            |

Ferrocarril
El municipio se encuentra a 45,3 kilómetros de la estación de Lorca-Sutullena, donde presta servicio la línea ferroviaria de Murcia-Águilas. La Estación El Carmen de Murcia se encuentra a 115 kilómetros y la de Almería a 155 kilómetros.
Transporte aéreo
El aeropuerto más cercano es el de Murcia-San Javier que se encuentra a 113 kilómetros.
Transporte marítimo
El puerto de pasajeros más cercano es el de Cartagena que se encuentra a 138 kilómetros.

### Economía

#### Evolución de la deuda viva municipal
| Gráfica de evolución de deuda viva del Ayuntamiento de Vélez-Rubio entre 2008 y 2019                                |
| |
| Deuda viva del Ayuntamiento de Vélez-Rubio en miles de euros según datos del Ministerio de Hacienda y Ad. Públicas. |

## Símbolos
Vélez-Rubio cuenta con un escudo propio, aunque se desconoce la fecha de adopción. Se sabe que es anterior a 1925 ya que, en ese año, se aprobó el escudo provincial de Almería, donde se incluye en la segunda partición de la punta "de oro, tres montes en su color cimados de matas de ortigas de sinople, sobre ondas de azur y plata", representando a Vélez-Rubio. En el escudo aparecen las armas de los Fajardo, marqueses de los Vélez, y es prácticamente idéntico a los de Albatana, Albox, Ortigueira y Vélez-Blanco.
Sin embargo, actualmente el escudo velezano no está oficializado conforme a la normativa autonómica que entró en vigor a principios del siglo XXI: la Ley 6/2003, de 9 de octubre, de Símbolos, tratamientos y registro de las Entidades Locales de Andalucía. Esta regula la adopción, modificación, rehabilitación, uso y protección de los escudos heráldicos y banderas de todas las entidades locales de la comunidad, y establece la obligatoriedad de inscribirlos en el registro que tiene la Consejería de Turismo, Regeneración, Justicia y Administración Local de la Junta a efectos de darles presunción de legalidad y validez.
Al no haber sido nunca inscrito el escudo de Vélez-Rubio en ese sitio, denominado Registro Andaluz de Entidades Locales (RAEELL), carece de oficialidad, aunque esta circunstancia alegal no evita su uso generalizado por parte del consistorio, asociaciones del municipio y otras administraciones públicas.
Bandera
La enseña que viene usando el municipio tiene la siguiente descripción:

Bandera rectangular de color rojo carmesí, atravesada con una banda diagonal verde desde el ángulo superior izquierdo al inferior derecho. Al centro, el escudo local.

Escudo
El blasón que viene usando el municipio tiene la siguiente descripción:

En campo de oro (amarillo), tres rocas de su color puestas en faja sobre ondas de azur (azul) y plata (blanco), y sumada cada una de ellas de una rama de ortiga de siete hojas de sinople (verde). Timbrado de corona marquesal.

## Política

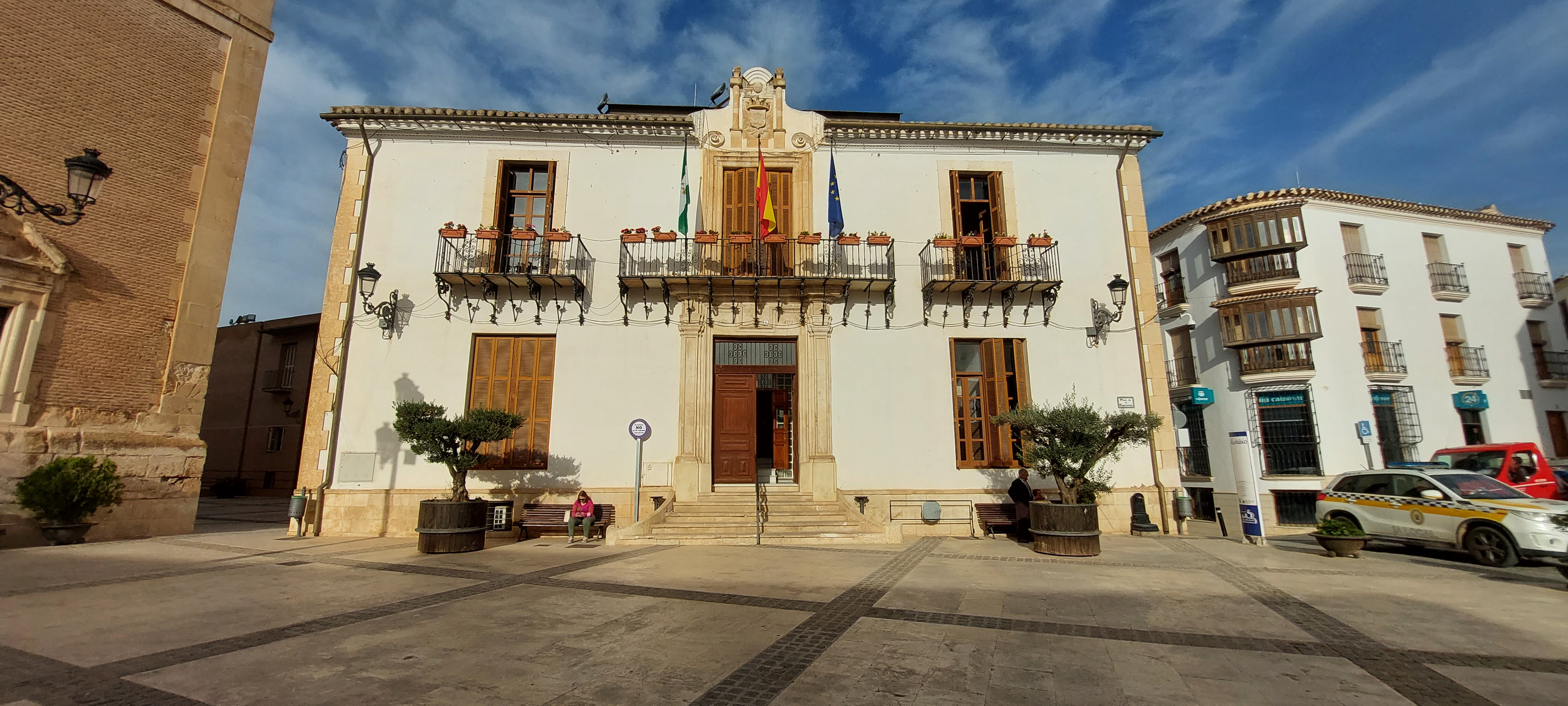
Edificio del ayuntamiento de Vélez-Rubio

Los resultados en Vélez-Rubio de las últimas elecciones municipales, celebradas en mayo de 2023, son:
| Elecciones Municipales - Vélez-Rubio (2023) | Elecciones Municipales - Vélez-Rubio (2023) | Elecciones Municipales - Vélez-Rubio (2023) | Elecciones Municipales - Vélez-Rubio (2023) | Elecciones Municipales - Vélez-Rubio (2023) |
| Partido político                            | Partido político                            | Votos                                       | %Válidos                                    | Concejales                                  |
| ------------------------------------------- | ------------------------------------------- | ------------------------------------------- | ------------------------------------------- | ------------------------------------------- |
|                                             | Partido Popular (PP)                        | 1548                                        | 44,71%                                      | 7                                           |
|                                             | Partido Socialista Obrero Español (PSOE)    | 1095                                        | 31,62%                                      | 4                                           |
|                                             | Unidos por Vélez-Rubio (UXVR)               | 624                                         | 18,02%                                      | 2                                           |
|                                             | Vox (VOX)                                   | 157                                         | 4,53%                                       | 0                                           |

### Administraciones públicas
El municipio es cabeza del partido judicial de Vélez-Rubio, cuyo ámbito de actuación es la comarca de Los Vélez.
Cuenta con un juzgado de Primera Instancia e Instrucción únicos.

### Alcaldes
| Periodo   | Nombre                                                                   | Partido                                    |
| --------- | ------------------------------------------------------------------------ | ------------------------------------------ |
| 1979-1983 | Andrés Carrasco Fernández                                                | Independientes                             |
| 1983-1987 | Diego Egea Rame-Martínez (1984) Francisco Teruel López (1984-1987)       | PDL PSOE                                   |
| 1987-1991 | Luis Jiménez López                                                       | PSOE                                       |
| 1991-1995 | Luis Jiménez López                                                       | PSOE                                       |
| 1995-1999 | Luis Jiménez López (1995-1996) Juan Ramón Teruel Gómez (1996-1999)       | PSOE                                       |
| 1999-2003 | Ginés Romero Giménez (1999-2000) Miguel Martínez-Carlón Manchón          | Partido de los Independientes de España PP |
| 2003-2007 | José Luis Cruz Amario                                                    | PSOE                                       |
| 2007-2011 | José Luis Cruz Amario (2007-2010) Isabel Navarro Torrente (2010-2011)    | PSOE                                       |
| 2011-2015 | Miguel Martínez-Carlón Manchón                                           | PP                                         |
| 2015-2019 | Domingo Crisol Sánchez (2015) Miguel Martínez-Carlón Manchón (2015-2019) | PSOE PP                                    |
| 2019-2023 | Miguel Martínez-Carlón Manchón                                           | PP                                         |
| 2023-act. | Miguel Martínez-Carlón Manchón                                           | PP                                         |

## Servicios públicos

### Educación
Los centros educativos que hay en el municipio son:
| Denominación genérica                    | Nombre del centro                 | Naturaleza | Dirección                      |
| ---------------------------------------- | --------------------------------- | ---------- | ------------------------------ |
| Escuela Infantil                         | EI El Castellón                   | Público    | C/ Cabecico, s/n               |
| Colegio de educación infantil y primaria | CEIP Doctor Guirao Gea            | Público    | Av. Profesor Guirao Gea, 1     |
| Colegio de educación primaria            | CEPR Doctor Severo Ochoa          | Público    | C/ Concepción, 19              |
| Instituto de educación secundaria        | IES José Marín                    | Público    | C/ Dolores Rodríguez Sopeña, 1 |
| Conservatorio elemental de música        | CEM Leopoldo Torrecillas Iglesias | Público    | Ctra. del Carmen, 33           |
| Escuela infantil                         | EI Madre Fabiana                  | Público    | C/ Los Ángeles, s/n            |
| Instituto de educación secundaria        | IES Velad Al Hamar                | Público    | C/ Concepción, 21              |
| Centro de educación permanente           | CEPER Los Vélez-Oria              | Público    | Ctra. del Carmen, 27           |
| Escuela Oficial de Idiomas               | E.O.I. "Vélez-Rubio"              | Público    | C/ Concepción, 21              |

### Sanidad
El municipio cuenta con un centro de salud situado en la calle Lago del Mesón, n.º 2, dependiente del Área de Gestión Sanitaria Norte de Almería.
El área hospitalaria de referencia es el Hospital La Inmaculada situado en el municipio de Huércal-Overa.

## Cultura

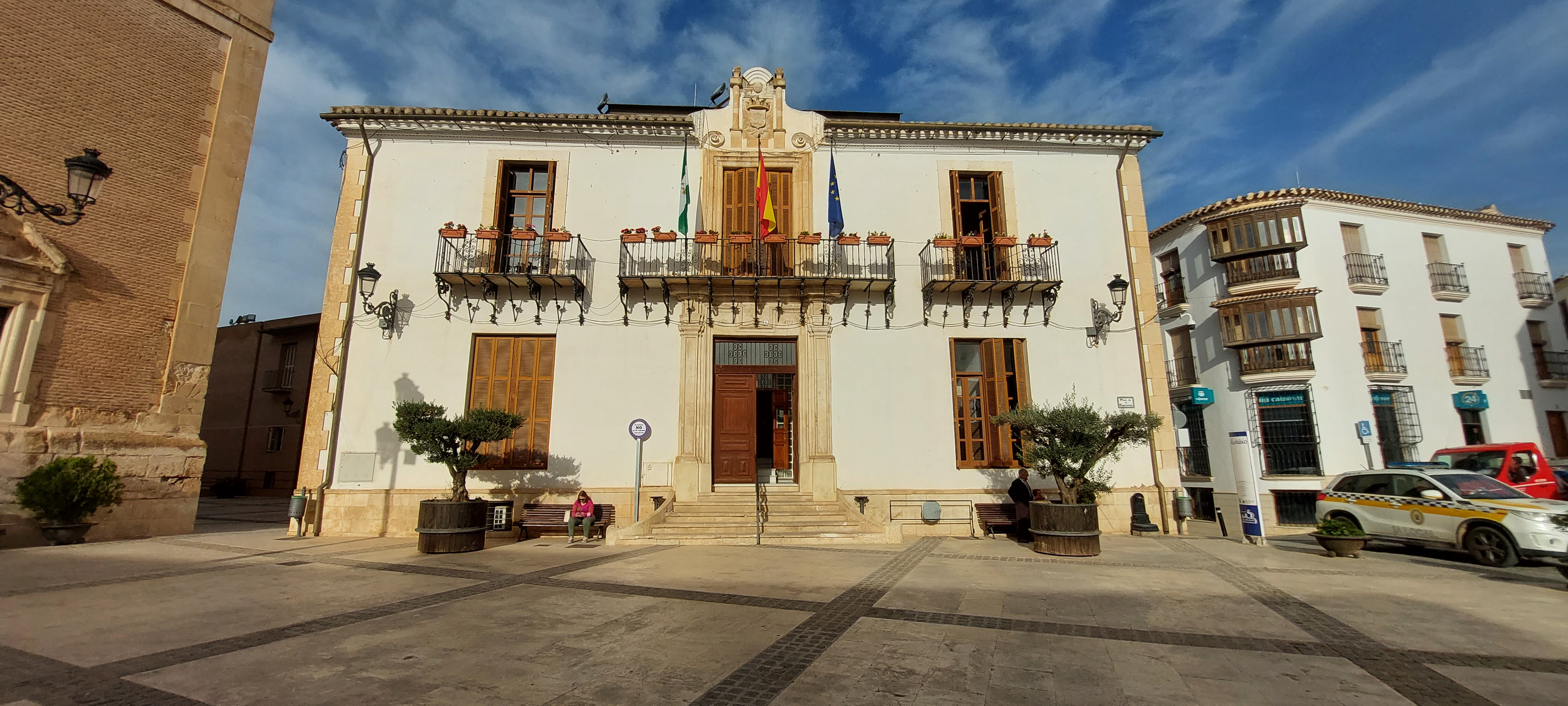
Edificio del ayuntamiento de Vélez-Rubio

### Patrimonio
Civil
- Ayuntamiento: Construido en 1732, es de fachada rectangular, con dos plantas y tres huecos en cada una. El tejado es de a dos aguas. La planta inferior con tres huecos siendo el central la puerta enmarcada por pilastras de cantería con entablamento sobre el que descansa el balcón. En la planta superior los tres huecos son de balcones con herrajes, siendo el central con hueco recercado con moldura por encima y en la línea de cornisa un cuerpo ornamental con volutas y columnas que enmarcan un escudo.[14]

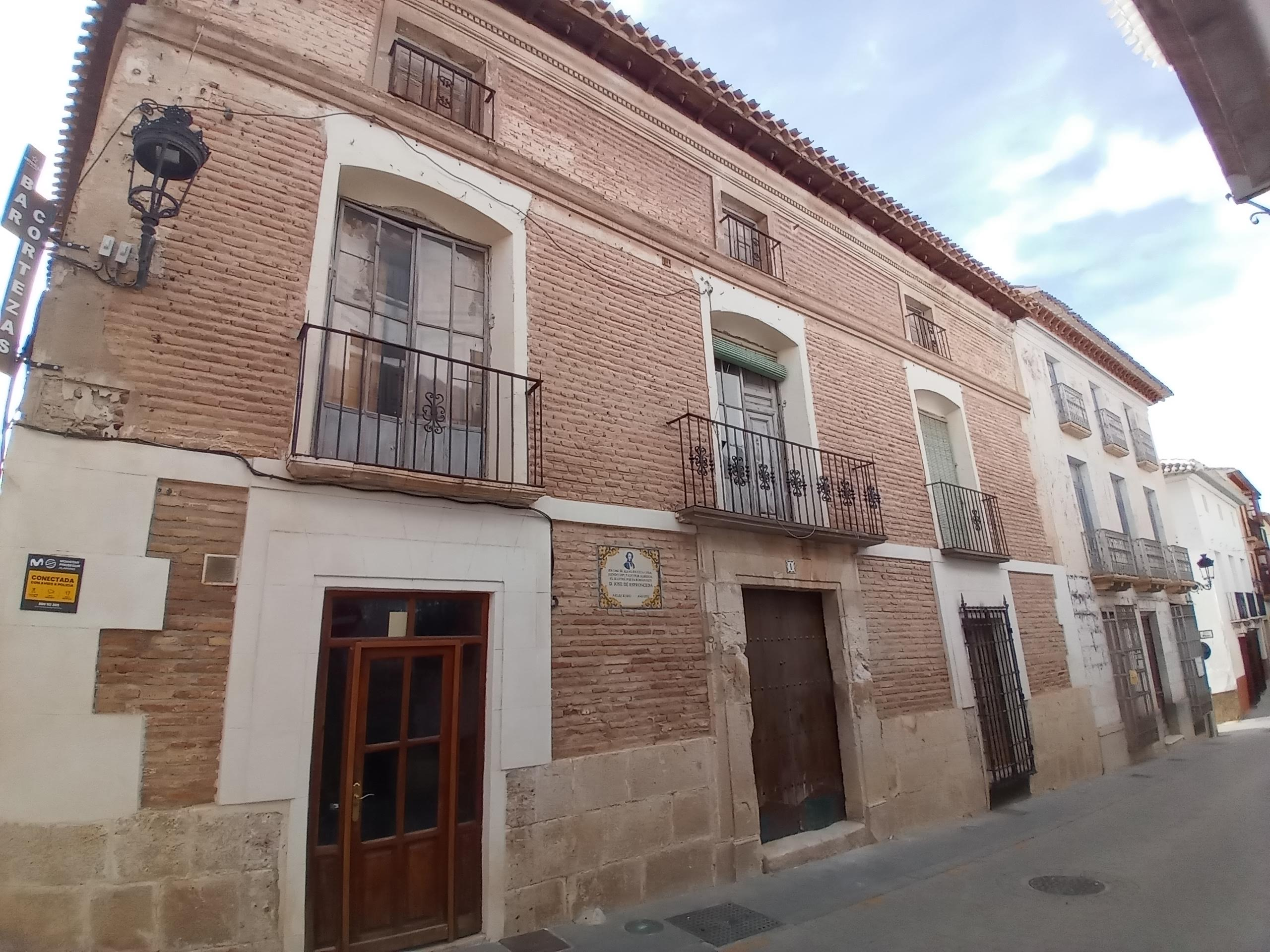
Ejemplo de vivienda señorial

- Ejemplo de vivienda señorialLa Fuente del Gato: se sitúa en las afueras del pueblo, cuyas aguas tienen propiedades sodioferruginosas-acciduladas frías. Es uno de los luagres de reunión de la población para el día de San José. El caño está decorado con la cabeza de un gato.[15]
- Viviendas señoriales: Construidas entre los siglos XVII y XVIII se caracterizan por ser de aspecto robusto y macizo, compuestas de tres plantas, donde abunda el ladrillo (en esquinas, portadas y balcones); aleros de teja; piedra d ecantería para zócalos, portadas y balcones; portadas enmarcadas en piedra o ladrillo; forjas en balcones; y en algunos casos escudos nobiliarios en las fachadas. En algunas ocasiones, presentan bóvedas de arista en los sótanos.[16]
- Necrópolis del Centeno: necrópolis ubicada en un terreno con pinos que se encuentra en avanzado estado de expolio.[17]
- Necrópolis de Fuente Grande: necrópolis romana tardía donde quedan parte de las estructuras de las tumbas. Fue muy afectada por laboras agrícolas y se encuentra muy expoliada.[18]

Religioso

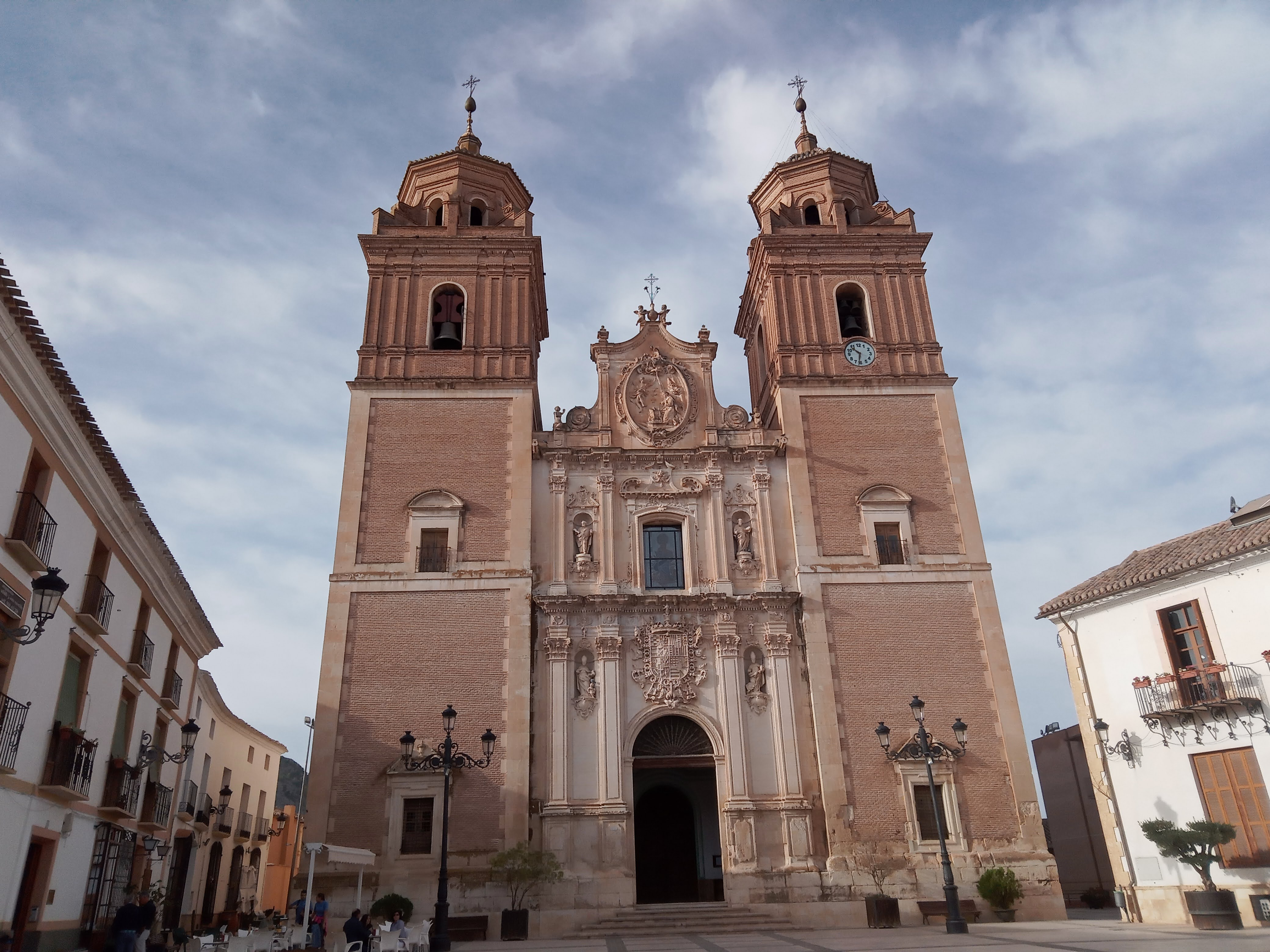
Iglesia de la Encarnación

- Iglesia de la EncarnaciónIglesia de la Encarnación, iglesia de estilo barroco y neoclásico, conocido como barroco desornamentado. La fachada principal está labrada en piedra y dispone de una fachada-retablo de tres cuerpos divididos por pilastras. Entre las pilastras del primer cuerpo hay dos hornacinas, que albergan las figuras en piedra de San Blas y San Indalecio. La planta de la iglesia es de cruz latina y rectangular. Se divide en tres naves de altura diferente, teniendo la nave principal bóveda de medio cañón con doce lunetos. Sobre las dos naves laterales hay tribunas cubiertas con bóvedas de crucería. Sobre el crucero se eleva una cúpula sobre pechinas e iluminada con ocho vidrieras.[19]

### Entidades culturales
Museos
El municipio cuenta con el Museo comarcal velezan Miguel Guirao, ubicado en el antiguo Hospital Real, construido a partir de 1756. La colección fundacional está compuesta por material arqueológico y piezas etnológicas que ilustran la cultura y vida populares.
Bibliotecas

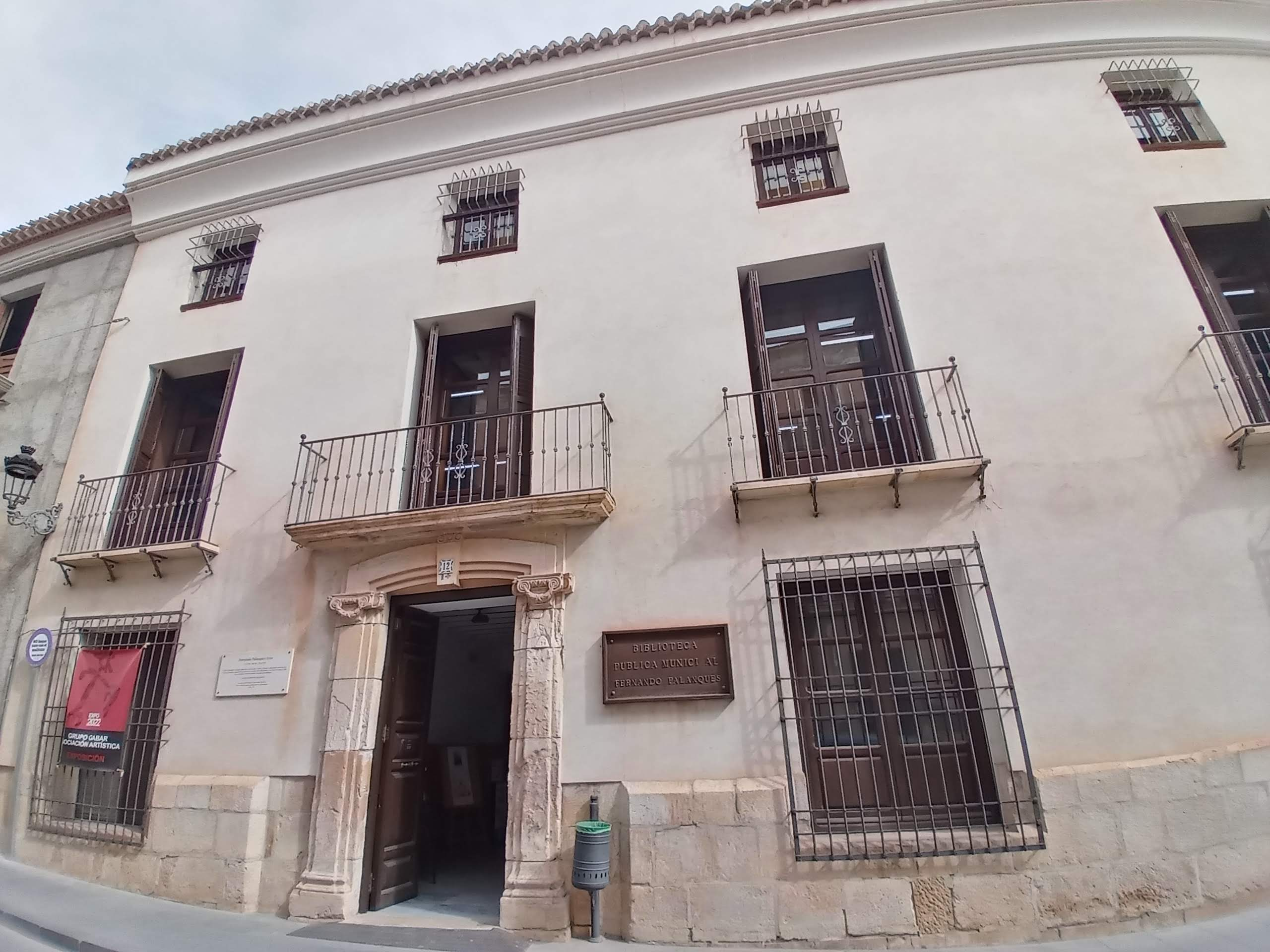
Biblioteca municipal

La biblioteca pública municipal Fernando Palanques fue creada en 1950, y alberga monografías de principios del siglo XX, tales como las obras de Fernando Palanques entre 1903 y 1916. Además cuenta con donaciones de prensa velezana de finales del siglo XIX, carteles, folletos, cartas personales y recortes de prensa entre 1860 y 2008.

### Patrimonio cultural inmaterial
Festividades
La Semana Santa de Vélez-Rubio está declarada Fiesta de Interés Turístico Nacional desde el año 2004. Hay cuatro cofradías, que son:
Cofradía del Santísimo Cristo del Perdón y de los Afligidos (Porcelanos)
Fue fundada en el 1953 y está formada por el Santísimo Cristo del Perdón y de los Afligidos, el Sagrado Descendimiento de Nuestro Señor Jesucristo, la Sagrada Resurrección de Nuestro Señor Jesucristo y María Santísima de la Esperanza.
Venerable Cofradía de Nuestro Padre Jesús Nazareno (Esclavos)
Fundada en el siglo XVI, se congregan los pasos de Nuestro Padre Jesús en su Entrada Triunfal en Jerusalén, la Oración en el Huerto de Nuestro Señor Jesucristo, Nuestro Padre Jesús Nazareno, María Santísima de la Amargura, San Juan Evangelista y la Santa Mujer Verónica.
Tradicional Cofradía de Nuestra Señora de los Dolores (Cafés)
Fundada en siglo XIX, está formada por las imágenes de Nuestra Señora de los Dolores, Nuestro Padre Jesús de la Amargura y Nuestra Señora de la Soledad.
Cofradía de la Santa Vera Cruz y Sangre de Cristo (Señor de la Caja)
Fundada en el siglo XVII, está formada por el Santísimo Cristo de la Sangre puesto en una urna.
Tradiciones
- Alcalde de inocentes: Evento que se celebra el 28 de diciembre. En el mismo se nombra a un alcalde de inocentes, a una alcaldesa, a un cura y a unos guindillas (alguaciles) para que ejerzan su poder durante la jornada. Comienza con un pasacalles acompañado por la banda de música, donde la corporación va recorriendo las calles del pueblo multando a transeúntes y comerciantes. Una vez llegados al Ayuntamiento, el alcalde de inocentes lee un pregón desde el balcón, que con tono cómico, irónico y grotesco comenta temas de actualidad, entre ellos, temas locales. Una vez realizado el pregón, los alguaciles van multando y deteniendo a la gente por motivos absurdos para encerrarlos en la cárcel. Finalmente se realiza una invitación colectiva a aperitivos de la comarca y a sangría.[22]

## Localidades hermanadas
- Ortigueira, España
- Rubio, Venezuela